# Ctenus potteri
Ctenus potteri là một loài nhện trong họ Ctenidae.
Loài này thuộc chi Ctenus. Ctenus potteri được Eugène Simon miêu tả năm 1901.